# Нина Риччи
Ни́на Ри́ччи (итал. Nina Ricci), урождённая Мария-Аделаида Нейи (фр. Maria Adélaide Nielli, 14 января 1883, Турин, Италия — 30 ноября 1970, Франция) — французский модельер итальянского происхождения, основательница дома высокой моды Nina Ricci.

## Биография
Мария-Аделаида Нейи родилась в Турине в 1883 году в семье сапожника. Когда девочке было пять лет, семья переехала во Флоренцию, а в 1895 году, когда ей исполнилось двенадцать — в Париж. Отец, скончавшийся в Монте-Карло, оставил семью без денег. С тринадцати лет Аделаида вместе с матерью работала в галантерейном магазине, тогда же она начала учиться портновскому мастерству. Начиная с девочки «на посылках» и затем младшей модистки, к восемнадцати годам она стала старшей модисткой,  к двадцати годам у неё в подчинении уже были свои ученицы и швеи.
В 1904 году она вышла замуж за цветочника Луиджи Риччи и взяла фамилию мужа. У супругов родился сын Робер, однако брак был недолгим — оставшись с сыном одна, Нина самостоятельно зарабатывала на жизнь.
В 1908 году она поступила на работу в дом моды «Рафэн», где проработала в течение 20 лет; через какое-то время она стала партнёром по бизнесу и её имя вошло в название дома. После смерти модельера в 1929 году модный дом Raffin et Ricci был закрыт и Нина не собиралась продолжать дело. Однако в начале 1930-х годов, на фоне финансового кризиса, её сын Робер решил оставить свою работу и уговорил мать открыть собственное ателье. Дом Nina Ricci открылся в 1932 году в 1-м округе Парижа по адресу улица Капуцинок, дом № 20.
К этому времени пятидесятилетняя Нина Риччи уже заработала определённую репутацию. В собственном доме моды она неизменно придерживалась романтичного, изящного, полного нежности и женственности стиля — равно избегая как ярких экспериментов, так и сдержанного минимализма; её платья всегда оставались в рамках приличий. Такой подход пользовался спросом у представительниц крупной буржуазии, одежда которых должна была демонстрировать не столько роскошь, сколько сдержанную элегантность. Нина любила узоры и нежные краски, лейтмотивом её работ были цветы — вышитые, нашитые в виде аппликации либо присутствующие в рисунке ткани. В отличие от многих других модельеров, она никогда не рисовала эскизов, но самостоятельно подкалывала ткани на манекене или непосредственно на манекенщице.
Дом моды стремительно развивался: начав со штата в сорок служащих, в 1939 году Нина смогла нанять уже четыреста пятьдесят швей. Вскоре ателье занимало одиннадцать этажей в трёх зданиях, включая отдел аксессуаров и изделий из кожи. В 1940 году Робер сосредоточился на бизнесе матери, в 1945-м он стал директором компании. В 1950-х годах Нина Риччи постепенно отошла от дел, к 1959 году окончательно выйдя на пенсию.
Нина Риччи скончалась 30 ноября (на её могиле указано 29 ноября) 1970 года в возрасте 87 лет. Её сын Робер Риччи умер в 1988 году, после чего компанию возглавил член семьи Жиль Фуш; в 1998 году она была перепродана.
Внук — Романо Риччи (р. 1978) — парфюмер, основатель бренда «Джульетта с пистолетом» («Juliette Has а Gun»).